# Isophlebioidea
Super-famille
Les Isophlebioidea constituent une super-famille fossile d'insectes ailés de l'ordre des odonates, du sous-ordre éteint des Isophlebioptera et du clade des Isophlebiida. Leurs fossiles sont connus en Asie et en Europe au Jurassique et au Crétacé inférieur.

## Sous-taxons
- † Campterophlebiidae
- † Isophlebiidae
- † Kazachophlebia
- † Selenothemistidae